# Jeanne Bérangère (1887-1946)
Ne doit pas être confondu avec Jeanne Bérangère (1864-1928).
Jeanne Bérangère, née Jeanne Céline Marie Châtelain le 27 janvier 1887 à Boulogne-Billancourt et morte le 12 juillet 1946 à Suresnes, est une actrice française.

## Biographie
Jeanne Bérangère, née Jeanne Châtelain, lauréate du Conservatoire de Paris et accessit de comédie et 2e prix de tragédie, débute à l’écran en 1909 en jouant d'abord des rôles d'ingénues.
En 1910, elle est dirigée par Albert Capellani dans Péché de jeunesse et La Vengeance de la morte, ce dernier film a pour scénariste André Mouëzy-Éon qui épousera Jeanne Bérangère en 1914.
La publicité de la firme Pathé frères célèbre « cette beauté calme et sereine empreinte d’une douceur, d’un charme ineffables et la grâce délicate » de Bérangère.
À partir de 1914, Mme Jeanne Mouézy-Eon se tiendra éloignée du cinéma muet. Elle poursuit une carrière théâtrale. Elle joue le rôle d'Andromaque de Jean Racine mise en scène par René Rocher au théâtre du Vieux-Colombier à Paris.
Cependant, elle réapparaîtra dans quelques films parlants comme Sans Famille de Marc Allégret en 1934 et dans le film Bibi-la-Purée de Léo Joannon d'après le vaudeville d'André Mouëzy-Éon déjà adapté en 1926 par Maurice Champreux.

## Homonymie
Une autre actrice porta également le pseudonyme, « Jeanne Bérangère », née Béraud en 1864 à Ainay-le-Château en Auvergne et morte à Paris en novembre 1928, qui fut également actrice de théâtre et de cinéma.

## Filmographie
- 1910 : La Vengeance de la morte d'Albert Capellani
- 1911 : Péché de jeunesse (ou Le Roman d'un jour) d'Albert Capellani
- 1912 : Tire-au-flanc réalisé par Georges Lordier d'après la pièce d'André Mouëzy-Eon et André Sylvane
- 1934 : Sans Famille de Marc Allégret
- 1935 : Bibi-la-Purée de Léo Joannon d'après le vaudeville d'André Mouëzy-Éon

## Théâtre
- 1935 : Andromaque de Jean Racine, mise en scène René Rocher : Andromaque